# Buque experimental Castillo de la Mota
El buque experimental Castillo de la Mota es el primer buque automatizado controlado por ordenador.
El Bulkcarrier Castillo de La Mota, buque botado el 1970 y desguazado el 1988, de 212,75 m eslora y un desplazamiento de 64.070 T, en 1971 fue equipado con un computador para desarrollar un sistema automático de navegación, lo que hasta entonces no existía. El equipo investigador formado consiguió este hito en 1973.

## Historia
El buque fue construido por la Empresa Nacional Bazán, en su factoría de El Ferrol, el nº 137 del historial de dicho astillero. La botadura fue celebrada el 21 de julio de 1970 y tuvo como madrina del buque a la entonces princesa Doña Sofía, asistiendo también el Príncipe Don Juan Carlos, que presidió la ceremonia. Entró en servicio el 14 de enero de 1971
Estaba propulsado por un gran motor de dos tiempos sobrealimentado Sulzer 6RD90, que desarrollaba 15.000 CV, y que estaba directamente acoplado a la línea de ejes le permitía una velocidad de 15 nudos (en pruebas 15,8 nudos). Fue destinado a formar parte de la flota controlada por Iberbulk, nombre con el que se designaba a una Sociedad Anónima constituida por las navieras españolas: Empresa Nacional Elcano, de la Marina Mercante SA, Naviera Castilla SA, Naviera Vizcaína SA y Naviera Astro SA. 
El Bulkcarrier Castillo de La Mota, a pesar de haber sido todo un hito en la historia de la navegación,  no tuvo una vida demasiado larga ya que fue desguazado en 1988, por lo que solamente existió durante 17 años.

## Trabajo experimental
Al principio de la década de 1970, con el desarrollo de la informática y la automatización, se estableció una competición para conseguir el primer buque automático del mundo, capaz de navegar con una ruta óptima y segura controlado por ordenador. Había iniciativas en este sentido en Estados Unidos, Japón, Gran Bretaña, Italia y Noruega. En 1971 la Empresa Nacional Elcano de la Marina Mercante, decidió incorporar-se también en este reto, constituyendo un equipo de trabajo formado por los ingenieros navales Federico Esteve Jaquotot y Fernando Bouthelier Doñate. El proyecto preveía el desarrollo de un completo programa de navegación automática y optimización de la ruta, contando con la ayuda del posicionado GPS y la previsión meteorológica disponible, y designando al Castillo de la Mota como buque-laboratorio para la implementación y experimentación del sistema.  
Para ello se equipó este buque con un minicomutador HP 2116C y se desarrolló inicialmente un programa para ajustar la navegación con el cálculo de la ruta ortodrómica y la navegación por guardia con la ruta loxodrómica, mediante la navegación por estima en los intervalos entre posiciones de satélite. El ordenador calculaba por tramos la ruta loxodrómica en intervalos de 90 minutos, coincidiendo con una nueva posición obtenida por el GPS, e interpolada con segmentos de ruta ortodrómica de rumbo constante, rumbo que era suministrado al sistema de gobierno automático. 
Para conseguir el objetivo de “buque automático”, debía también incorporar un sistema anticolisión controlado por el ordenador, para poder ajustar el rumbo durante la navegación en presencia de otros buques también de forma automática. Este reto no era aun posible en aquellos años por falta de capacidad de la informática, dado que la memoria del ordenador era de 64K, lo que impedía absorber el elevado flujo de datos subministrados por el radar. Para resolver este problema se incorporó al equipo al profesor Josep Amat Girbau de la Escuela de Ingenieros Industriales de Barcelona, que desarrolló una interfaz capaz de discriminar los distintos ecos del radar, ecos del mar, ecos de tierra i los ecos de buques, lo que permitió efectuar los cálculos cinemáticos de riesgo de colisión y corrección del rumbo con la reducida memoria disponible del computador. El sistema también permitía visualizar la posición del buque respecto al perfil de la línea de costa obtenida por el discriminador de los ecos del radar marino. 
La posibilidad de poder efectuar la adquisición de los datos de distancia y demora de los buques del entorno, permitió ser el primer buque dotado de un sistema automático de control de la navegación por ordenador. Como demostración de la fiabilidad y precisión conseguida, se realizó la primera travesía, con el pilotaje totalmente autónomo, entre el Golfo de Méjico y Odesa en 1973. En esta travesía se atravesaron zonas de alta densidad de navegación, como el Estrecho de Gibraltar, el paso de los Dardanelos y el Mar de Mármara de forma autónoma y sin incidente alguno.